# Афера Томаса Крауна (филм из 1968)
Афера Томаса Крауна (енгл. The Thomas Crown Affair) је романтична криминалистичка драма из 1968. у режији Нормана Џуисона са Стивом Маквином и Феј Данавеј у главним улогама. Писац оригиналног сценарија је Алан Трастман, директор фотографије је Хаскел Векслер, монтажери су Хал Ешби, Ралф И. Винтерс и Бајрон Брант, а композитор Мишел Легран (добитник Оскара за најбољу оригиналну песму).

## Радња
Милионер, интелектуалац Томас Краун, бежећи од досаде, испуњава свој живот разноврсном екстремном забавом. Ради задовољства и самопотврђивања, почини „савршену“ пљачку бостонске банке. Нико од криминалне банде коју Краун окупља, не зна ништа о његовим саучесницима или о самом шефу. Ипак, делују по плану повереном другом, као јединствени механизам и доносе више од два милиона долара у готовини на договорено место.
Поред полиције, овај случај истражује и Вики Андерсон, млада истражитељица осигуравајућег друштва. Њени инстинкти јој говоре да је Краун мозак иза смеле пљачке, али нема доказа против њега. Вики се зближава са Крауном и готово отворено започиње психолошки дуел са њим. Она се нада да ће Крауново безгранично самопоуздање једног дана пропасти. Краун прихвата услове игре. Уверен је да може учинити Вики својим саучесником.
Краун организује другу пљачку по истом обрасцу. Овај пут од Вики не крије где ће и када бити испоручен плен. Вики, заједно са полицијом, упада у заседу, али Краун надмашује противника и не упада у замку. Новац иде полицији, а Краун се крије и бежи из земље. 

## Улоге
| Глумац         | Улога              |
| -------------- | ------------------ |
| Стив Маквин    | Томас Краун        |
| Феј Данавеј    | Вики Андерсон      |
| Пол Берк       | Детектив Еди Малон |
| Џек Вестон     | Ервин Вивер        |
| Гордон Пинсент | Џејми Макдоналд    |
| Биф Макгвајер  | Сенди              |
| Јафет Кото     | Карл               |
| Адисон Пауел   | Ејб                |
| Астрид Хирен   | Гвен               |